# Stichopogon hermanni
Stichopogon hermanni là một loài ruồi trong họ Asilidae. Stichopogon hermanni được Bezzi miêu tả năm 1910.